# Могилёвка (Днепропетровская область)
Могилёвка (укр. Могилівка) — село,
Андреевский сельский совет,
Широковский район,
Днепропетровская область,
Украина.
Код КОАТУУ — 1225882204. Население по переписи 2001 года составляло 232 человека .

## Географическое положение
Село Могилёвка находится на левом берегу реки Ингулец,
выше по течению на расстоянии в 2,5 км расположено село Радевичево,
ниже по течению на расстоянии в 1 км расположено село Андреевка.

## Экология
На противоположном берегу реки расположен шламоотстойник Ингулецкого ГОКа.